# Ghidion (okręg Neamț)
Ghidion – wieś w Rumunii, w okręgu Neamț, w gminie Stănița. W 2011 roku liczyła 358 mieszkańców.